# Tata Lázaro, Michoacán de Ocampo
Tata Lázaro är en ort i Mexiko.   Den ligger i kommunen Tingüindín och delstaten Michoacán de Ocampo, i den centrala delen av landet, 300 km väster om huvudstaden Mexico City. Tata Lázaro ligger 2 049 meter över havet och antalet invånare är 329.
Terrängen runt Tata Lázaro är huvudsakligen kuperad, men österut är den bergig. Runt Tata Lázaro är det ganska tätbefolkat, med 111 invånare per kvadratkilometer. Närmaste större samhälle är Tingüindín, 6,3 km väster om Tata Lázaro. I omgivningarna runt Tata Lázaro växer huvudsakligen savannskog.